# Никитин, Николай Владимирович
Николай Владимирович Никитин (28 января 1955, Саратов — 8 июля 2022, там же) — советский и российский юрист, работник следственных органов прокуратуры и Следственного комитета РФ, руководитель следственного управления Следственного комитета РФ по Саратовской области (2011—2019), генерал-лейтенант юстиции, Заслуженный юрист Российской Федерации.

## Биография
Николай Владимирович Никитин родился 28 января 1955 года в городе Саратове.
- 1972 год — окончил среднюю школу № 97 города Саратова.
- 1972 год — 1973 год — работа слесарем-сборщиком в Саратовском научно-исследовательском технологическом институте (НИТИ-Тесар).
- 1973 год — 1975 год — прохождение срочной службы в вооружённых силах СССР.
- 1975 год — 1980 год — учёба в Саратовском юридическом институте им. Д. И. Курского.
- 1980 год — 1984 год — стажёр в прокуратуре Духовницкого района Саратовской области, стажёр прокуратуры Кировского района города Саратова, помощник, следователь прокуратуры Ленинского района города Саратова.
- 1984 год — 1990 год — заместитель прокурора Ленинского района города Саратова.
- 1990 год — 2002 год — прокурор Волжского района города Саратова.
- 2002 год — 2006 год — заместитель прокурора города Саратова.
- 2006 год — 2007 год — Саратовский транспортный прокурор.
- 2007 год — 2011 год — заместитель прокурора Саратовской области — руководитель следственного управления Следственного комитета при прокуратуре Российской Федерации по Саратовской области.
- 1 сентября 2008 года — присвоен классный чин государственного советника юстиции 3 класса[2].
- 7 сентября 2010 года — присвоен классный чин государственного советника юстиции 2 класса[3].
- 2011 год — 2019 год — руководитель следственного управления Следственного комитета Российской Федерации по Саратовской области[4][5].
- 16 января 2019 года — уволен из органов Следственного комитета Российской Федерации в связи с выходом на пенсию по выслуге лет, генерал-лейтенант юстиции в отставке[6].

Умер 8 июля 2022 года в Саратове.

## Критика деятельности
Деятельность генерала подвергалась критике как в местных, так и центральных средствах массово информации. Так, критиковались однобокий подход при расследовании ряда громких уголовных дел, в том числе с участием действующих сотрудников Следственного комитета РФ, судей и сотрудников прокуратуры, затягивание сроков расследования, грубые процессуальные нарушения при расследовании уголовных дел и проведении доследственных проверок.

## Награды

### Государственные награды
- Медаль Ордена «За заслуги перед отечеством» II степени
- Заслуженный юрист Российской Федерации[11]

### Ведомственные награды
- Медали «За безупречную службу» I, II и III степени (СК России)
- Медаль «За заслуги» (СК России)
- Медаль «За верность служебному долгу» (СК России)
- Медаль «За усердие в службе» (СК России)
- Медаль «За чистоту помыслов и благородство дел» (СК России)
- Медаль «300 лет первой следственной канцелярии» (СК России)
- Медаль «290 лет прокуратуре России» (Прокуратура РФ)
- Медаль «За боевое содружество» (МВД)
- Нагрудный знак «Почётный работник прокуратуры Российской Федерации»
- Нагрудный знак «Почётный работник Следственного комитета при прокуратуре Российской Федерации»
- Нагрудный знак «Почётный сотрудник Следственного комитета Российской Федерации»

### Региональные награды
- Знак Губернатора Саратовской области «В ознаменование 80-летия образования Саратовской области»[12]

### Биография
- Никитин Николай Владимирович. www.sledcom.ru. Дата обращения: 17 июля 2020.
- Никитин Николай Владимирович. www.4vsar.ru. Дата обращения: 17 июля 2020.
- Никитин Николай Владимирович. www.kto.delovoysaratov.ru. Дата обращения: 17 июля 2020.

### Интервью
- Руководитель следственного управления СКП по Саратовской области Николай Никитин: мы вошли в десятку лучших в России. www.sarbc.ru. Дата обращения: 17 июля 2020.
- Николай Никитин: «Сам взятки никогда не получал и никому их не давал». www.aif.ru. Дата обращения: 17 июля 2020.